# 相川縣
相川縣（日语：／ Aikawa ken */?）是日本於1868年設立的行政區劃，最早名為佐渡縣，前身為佐渡裁判所，管轄範圍現在的佐渡島全境，相當於過去明治維新前佐渡國全部區域，也是現在的新潟縣佐渡市的範圍。

## 歷史
佐渡島在17世紀初關原之戰後，由於發現金礦被江戶幕府作為直轄的天領，於佐渡島上的相川設立佐渡奉行；1868年明治維新後，新政府將佐渡奉行改設為佐渡裁判所，但同年又決定改採用府藩縣三治制，因此又將佐渡裁判所改設為佐渡縣。此後又曾短暫被劃入新潟府、越後府管轄，在1869年7月再次恢復設置佐渡縣。
1871年佐渡縣更名為相川縣，一直持續到1876年被併入新潟縣。

## 歴任知事
佐渡裁判所
- 1868年4月24日（舊曆） - 1868年閏4月21日（舊曆） ： 總督・滋野井公壽（日语：滋野井公寿）（原公家）
- 1868年閏4月21日（舊曆） - 1868年7月6日（舊曆） ： 佐渡鎮撫使・滋野井公壽
- 1868年7月6日（舊曆） - 1868年9月2日（舊曆） ： 缺任

佐渡縣（第1次）
- 1868年9月2日（舊曆） - 1869年2月22日（舊曆） ： 知事・井上馨（原長州藩藩士、未到任）

佐渡縣（第2次）
- 1869年7月20日（舊曆） - 1871年11月20日（舊曆） ： 知事・新貞老（原鳥取藩藩士）

相川縣
- 1871年11月20日（舊曆） - 1871年12月8日（舊曆） ： 權令・新貞老
- 1871年12月8日（舊曆） - 1875年7月19日 ： 参事・鈴木重嶺（日语：鈴木重嶺）（原江戶幕府直屬武士、最後任佐渡奉行）
- 1875年7月19日 - 1876年4月18日 ： 権令・鈴木重嶺